# 勐腊站
勐腊站，位于中华人民共和国云南省西双版纳傣族自治州勐腊县勐腊镇，是玉磨铁路上的火车站，于2021年12月3日启用。

## 車站周邊
- 勐腊镇龙茵小学
- 昆磨高速公路

## 歷史
- 2021年12月3日启用。

## 外部連結
- 中国铁路客户服务中心 （页面存档备份，存于）